# Вашендарой
Вашендарой (Вашиндарой, Вашандорой) (чечен. Вашандара) – село в Шатойском районе Чеченской Республики. Административный центр Вашендаройского сельского поселения.

## География
Село расположено на левом берегу реки Аргун, в 2 км к юго-западу от административного центра Шатой.
Ближайшие населенные пункты: на северо-востоке – село Хаккой, на севере – село Большие Варанды, на северо-западе – село Сюжи, на юго-западе – села Борзой и Рядухой.
В 300 м от юго-западной окраины села, в долине реки Чалхи-ахк, находится известный памятник природы регионального значения Вашиндаройский водопад; высотой в 10,5 м и шириной в 1,5-2 м.

## История
Вашендарой является родовым селением чеченского тайпа Ваштарой.
В 1944 году, после депортации чеченцев и упразднения Чечено-Ингушской АССР, селение Вашендарой было переименовано в Заречное и заселено выходцами из соседнего Дагестана. 
После восстановления Чечено-Ингушской АССР в 1958 году населённому пункту было возвращено его прежнее название — Вашендарой, а выходцы из Дагестана были переселены обратно.
15 июля 2003 года в селе неизвестными вооруженными людьми были убиты председатель Совета старейшин селения Вашендарой Алавди Алсабаев и трое милиционеров местного территориального отделения милиции, в числе которых был Саид-Ибрагим Шамаев, сын муфтия Чечни Ахмада-хаджи Шамаева.

## Население
| 1990 | 2002 | 2010 |
| ---- | ---- | ---- |
| 657  | ↘567 | ↗746 |

## Образование
- Вашендаройская муниципальная средняя общеобразовательная школа[12].